# Olaf Zimmer

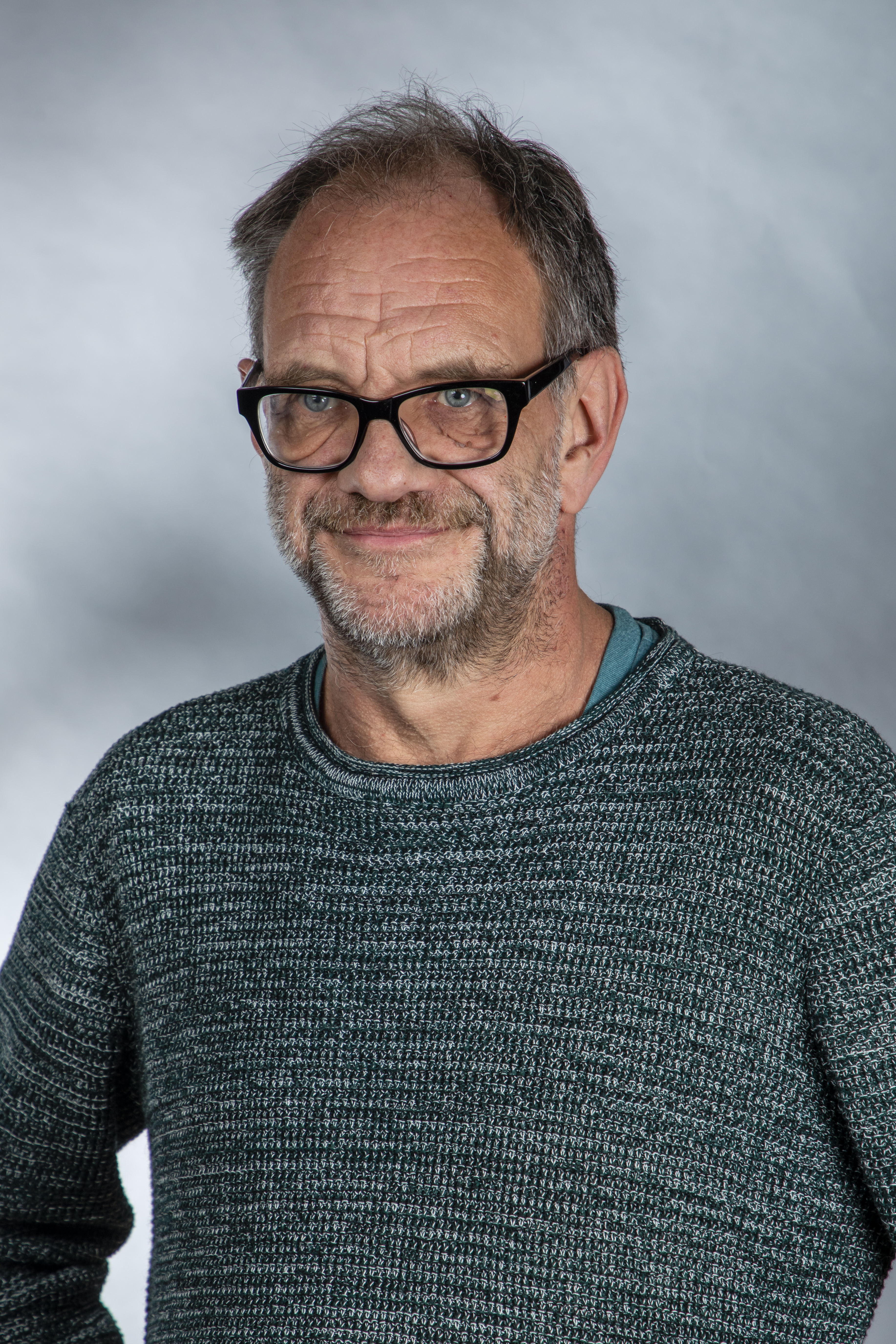
Olaf Zimmer (2019)

Olaf Zimmer (* 6. Dezember 1964 in Wilhelmshaven) ist ein deutscher Politiker der Partei Die Linke. Seit 2019 ist er Mitglied der Bremischen Bürgerschaft.

## Biografie

### Ausbildung und Beruf
Zimmer erwarb 1984 die Fachhochschulreife in Osnabrück. Von 1984 bis 1988 studierte er Sozialpädagogik an der FHO in Emden. Von 1988 bis 1990 war er in der Altenpflege beschäftigt. Von 1990 bis 1992 arbeitete er im selbstverwalteten Fahrradladen"Transvelo" in Leer und von 1992 bis 1995 in einem selbstverwalteten antifaschistischen Infoladen in Emden. Von 1995 bis 2019 war er Erzieher bei den Piepmatzen e.V. und bei der KiTa Bremen. Er lebt in der Bremer Neustadt und hat drei Kinder.

### Politik
Zimmer ist seit Beginn der 1980er Jahre politisch aktiv. Zunächst in der Friedensbewegung, dann in der Internationalismusbewegung. Ab 1990 arbeitete er in antinationalen Gruppen. Seit 2015 ist er Mitglied der Partei Die LINKE. Über den Listenplatz 10 rückte er im August 2019 in die Bürgerschaft Bremen nach.
Für die Fraktion Die LINKE ist er Mitglied im Betriebsausschuss Werkstatt Bremen, der Deputation für Gesundheit und Verbraucherschutz (stellv. Sprecher) und im Ausschuss für Bürgerbeteiligung, bürgerschaftliches Engagement und Beiräte. Er ist inklusionspolitischer Sprecher und zuständig für Interreligiösen Dialog.

### Trivia
In einem Post in den Sozialen Medien äußert sich Zimmer kritisch zur Festnahme der früheren RAF-Terroristin Daniela Klette.